# Nanotyrannus

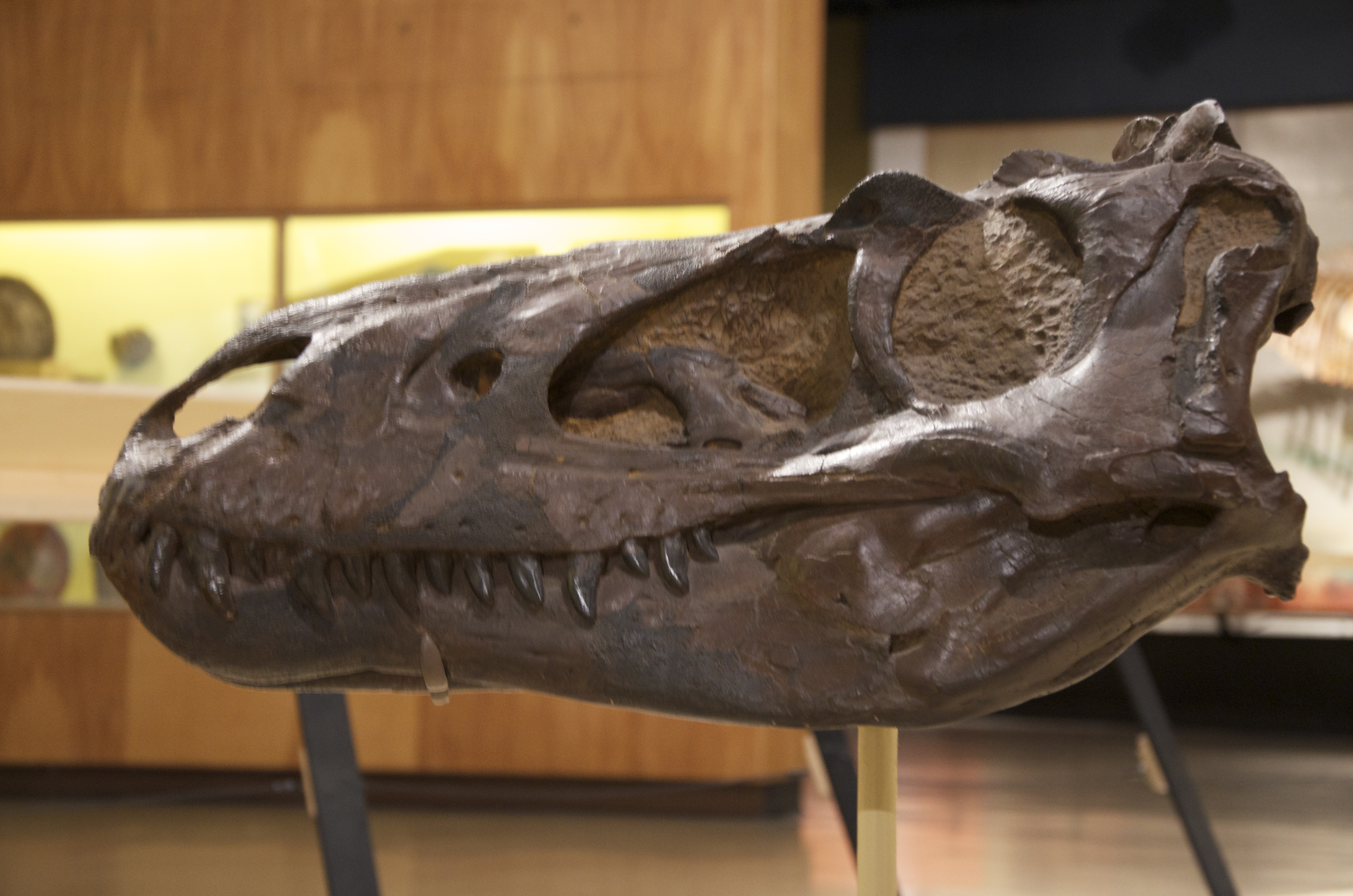
A holotípus koponyája

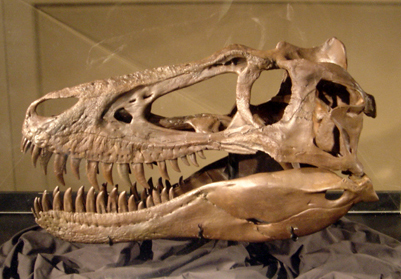
„Jane” koponyájának másolata, a Burpee Természetrajzi Múzeumban (Burpee Museum of Natural History)

A Nanotyrannus (jelentése 'apró zsarnok') a tyrannosaurida dinoszauruszok egyik neme és feltehetően a Tyrannosaurus fiatal példánya. Típuspéldánya egyetlen kis méretű koponya (a CMN 7541 jelzésű lelet) alapján ismert, melyet Charles W. Gilmore fedezett fel 1942-ben,
1946-ban pedig leírást készített róla a Gorgosaurus lancensis példányaként (amely ma Albertosaurusként ismert). 1988-ban Robert T. Bakker, Phil Currie és a Clevelandi Természetrajzi Múzeum (Cleveland Museum of Natural History) későbbi őslénytani kurátora, Michael Williams új leírást készített a példányról a múzeumban, ahol az eredeti példányt tárolták, illetve, ahol később kiállították. A kezdeti vizsgálatok arra utaltak, hogy a koponyacsontok össze voltak forrva, és így felnőtt példányhoz tartoztak. Ennek fényében Bakker és kollégái a koponyát egy új, az állat kis méretére való utalásként Nanotyrannusnak elnevezett nembe sorolták be. A későbbi művek azonban ezt kétségessé tették, ezért egyes őslénykutatók már nem fogadják el érvényes nemként, mivel a fosszília egyidős Tyrannosaurus rex leletekkel, sok őslénykutató úgy véli, hogy egy fiatal T. rex lehet, különösen 2001 óta, mivel abban az évben egy újabb, „Jane”-nek elkeresztelt Nanotyrannus példányra bukkantak. A becslés szerint az eredeti Nanotyrannus egyed 5,2 méter hosszú lehetett, amikor elpusztult.
2001-ben, egy jóval teljesebb tyrannosaurida került elő (a BMRP 2002.4.1 jelzésű lelet, „Jane”), amely ugyanahhoz a fajhoz tartozik, mint az első Nanotyrannus példány. 2005-ben a Burpee Természetrajzi Múzeumban (Burpee Museum of Natural History) megrendezett tyrannosauridákkal kapcsolatos konferencia központi témája a Jane nevű példány felfedezése kapcsán a Nanotyrannus érvényessége volt. Egyes őslénykutatók, például Phil Currie és Donald M. Henderson úgy látták, hogy Jane bizonyíték arra, hogy a Nanotyrannus egy fiatal T. rex vagy egy azzal közeli rokonságban álló faj. Másfelől Peter Larson, továbbra is támogatta a Nanotyrannus külön nemhez való besorolását. Egy újabb Jane-nel kapcsolatos tudományos vizsgálat, amit Bakker, Larson, és Currie jelentetett meg, segíthet meghatározni, hogy a Nanotyrannus érvényes nemnek számít-e, vagy csak a T. rex egy fiatal példánya, esetleg egy korábban azonosított tyrannosaurida nem egy új faja.
Bakker kijelentette, hogy véleménye szerint a Nanotyrannus nagy (esetenként 30 fős létszámú) falkákban vadászott, amit a növényevő dinoszauruszok csontjaiban felfedezett sok Nanotyrannus fog igazol.

## Popkulturális hatás
- Robert J. Sawyer Quintaglio Ascension Trilogy című művében a Quintaglio egy igen fejlett faj, amely a Nanotyrannustól származik
- A History csatorna 2008-ban készült Őshüllők arénája dokumentumfilm sorozat második részében látható a Nanotyrannus.[8] Az epizód ismerteti a Nanotyrannus nem érvényességéről szóló tudományos vitát, bemutatva egy fiktív összecsapást egy fiatal Tyrannosaurus és egy Nanotyrannus (egy feltételezett fiatal Tyrannosaurus) között. Ez a rész mindkét nemet törött csuklóval (lefelé vagy hátrafelé néző tenyerekkel) ábrázolja, ami a threopodákra nem jellemző.[9] Nagy mértékű spekuláción alapul az, hogy melyik fél nyerne meg egy ilyen, hasonló (vagy talán szinonim) nemek között zajló összecsapást.

## Fordítás
- Ez a szócikk részben vagy egészben a Nanotyrannus című angol Wikipédia-szócikk ezen változatának fordításán alapul.  Az eredeti cikk szerkesztőit annak laptörténete sorolja fel. Ez a jelzés csupán a megfogalmazás eredetét és a szerzői jogokat jelzi, nem szolgál a cikkben szereplő információk forrásmegjelöléseként.